# Siddhachakra

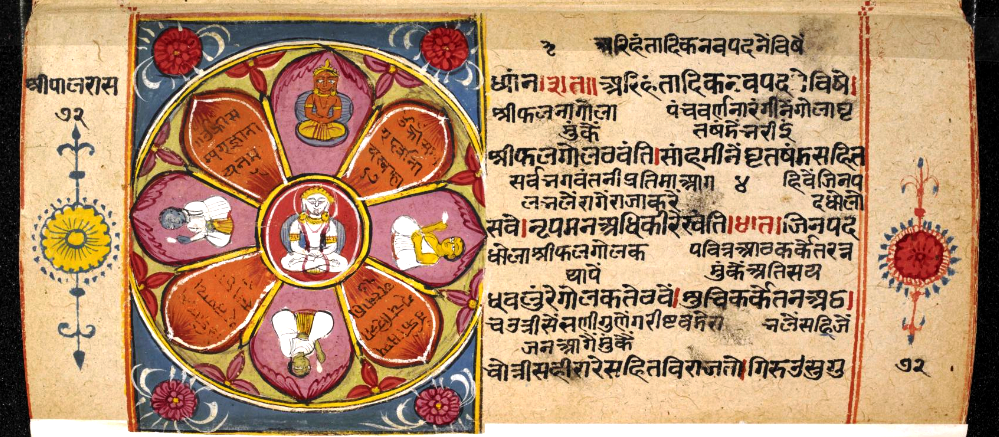
Un siddhachakra en miniature.

Le Siddhachakra appelé aussi Navapada est un dessin utilisé lors des rituels de prières dans le jaïnisme. En fait le siddhachakra est une fleur de lotus à huit ou neuf pétales; navapada se traduit par: neuf pétales. Il est décrit comme diagramme coloré, artistique et mystique: un yantra. Il peut être réalisé en riz de couleurs ou avec des lentilles. Selon les branches du jaïnisme: shvetambara et digambara, il ne contient pas les mêmes dessins à l'intérieur. Pour la branche digambara le siddhachakra porte le nom de navadevata. Pour les jaïns shvetambaras il y a les cinq Êtres suprêmes, les Trois Joyaux dans le siddhachakra.

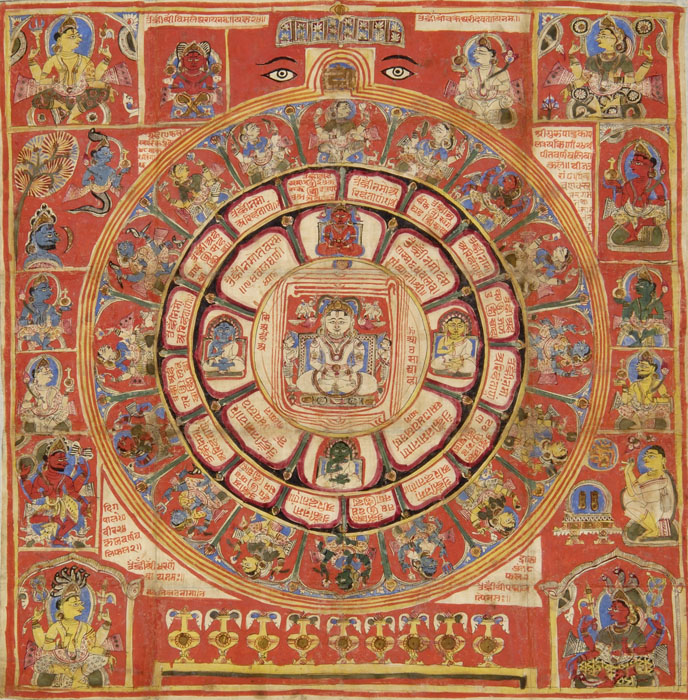
Siddhacakra du Gujarat
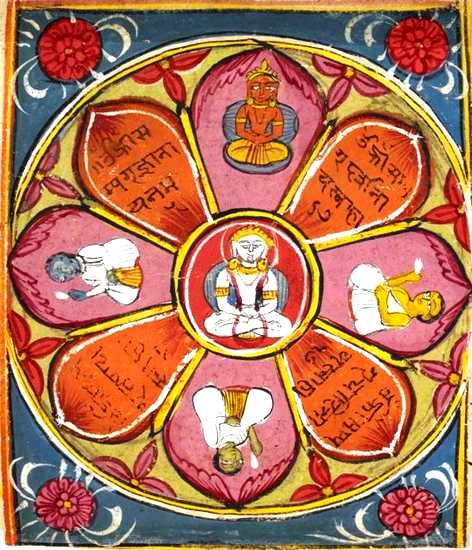
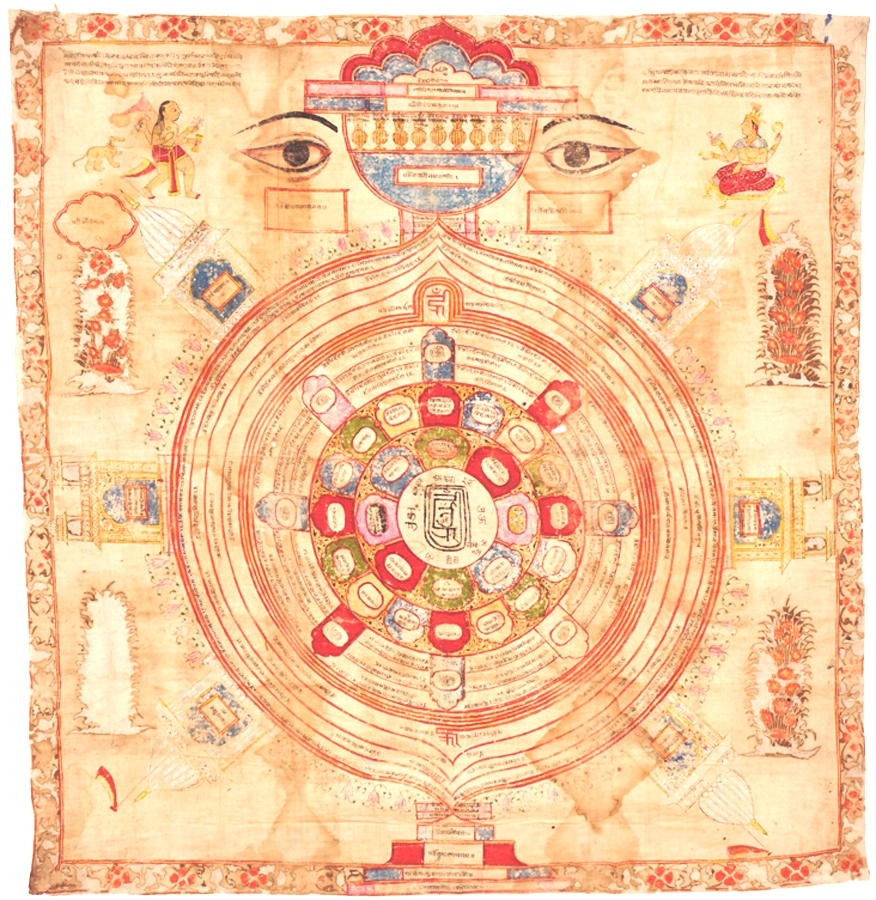
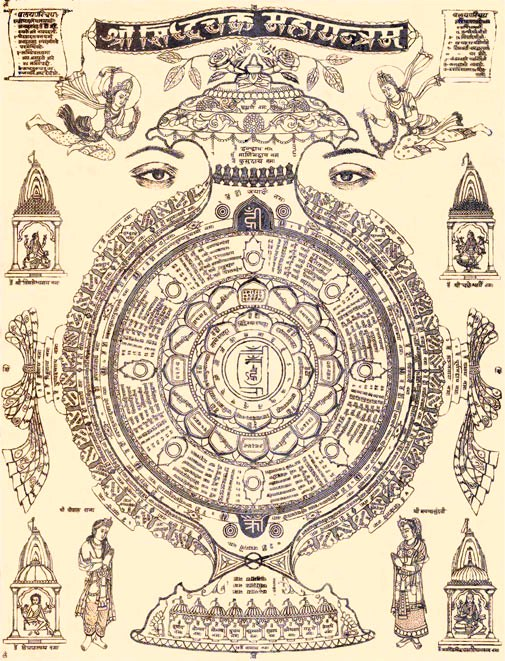
Siddha chakra yantra